# Trường Trung học phổ thông chuyên Hoàng Lê Kha
Trường Trung học phổ thông chuyên Hoàng Lê Kha(viết tắt: Trường THPT chuyên Hoàng Lê Kha) là một trường chuyên trên địa bàn tỉnh Tây Ninh. Ngôi trường được đặt theo tên của nhà cách mạng Hoàng Lê Kha, người giữ các chức vụ tại tỉnh Tây Ninh vào những năm 50 của thế kỷ 20. 

## Lịch sử
Trường THPT chuyên Hoàng Lê Kha được thành lập theo quyết định số 51/QĐ-UB ngày 12 tháng 7 năm 1994 của Ủy ban nhân dân tỉnh Tây Ninh trên cơ sở vật chất của Trường trung học Sư phạm Tây Ninh cũ tại đường Võ Thị Sáu, phường 3, thành phố Tây Ninh. Khi đó, trường có 24 lớp học, 859 học sinh; về cơ sở vật chất, trường chỉ có 2 dãy nhà, tổng cộng 24 phòng học, 1 thư viện, 3 phòng thực hành, 3 phòng vi tính...
Năm 2009, trường được đề xuất xây dựng mới hai lần nhưng không được Ủy ban nhân dân tỉnh Tây Ninh phê duyệt. Đến năm 2014, trường xuống cấp trầm trọng, việc xây dựng cơ sở mới đã được chấp nhận tại đường Trường Chinh, phường 3, thành phố Tây Ninh. Công trình đã được xây dựng từ năm 2015 và đưa vào sử dụng tháng 8 năm 2018. Trường được xây dựng mới nhờ vào ngân sách tỉnh với tổng mức 149,5 tỷ đồng.
Chiều ngày 17 tháng 11 năm 2022, Trưởng ban Tuyên giáo Trung ương Nguyễn Trọng Nghĩa đã đến thăm trường nhân kỷ niệm 40 năm ngày Nhà giáo Việt Nam.

## Cơ sở vật chất
Diện tích trường THPT chuyên Hoàng Lê Kha hiện nay là 32.541m2. Hiện nay, trường vẫn chưa có giải đường (hội trường) hay hồ bơi.

## Thành tích
| Năm học     | Số lượng học sinh giỏi Quốc gia                 | So sánh    |
| ----------- | ----------------------------------------------- | ---------- |
| 2019 - 2020 | 9 (8 giải khuyến khích, 1 giải ba)              | Giữ nguyên |
| 2020 - 2021 | 8 (8 giải khuyến khích)                         | Giảm       |
| 2021 - 2022 | 13 (3 giải nhì, 3 giải ba, 7 giải khuyến khích) | Tăng       |

## Ban giám hiệu
- Hiệu trưởng: Thạc sĩ Ngô Khắc Đức.[8]
- Phó Hiệu trưởng: Thạc sĩ Lê Bá Thơm; Thạc sĩ Lê Hoàng Nam.[8]